# François Pallu
François Pallu MEP (chiń. 陸方濟; ur. 31 sierpnia 1626 w Tours, zm. 29 października 1684 w Muyangu) – francuski duchowny rzymskokatolicki, misjonarz, wikariusz apostolski Tonkinu i Fujianu, współzałożyciel Towarzystwa Misji Zagranicznych w Paryżu.

## Biografia
W 1650 otrzymał święcenia prezbiteriatu i został kapłanem archidiecezji Tours. Piastował wysokie stanowiska w archidiecezji, był m.in. kanonikiem bazyliki św. Marcina. Kilka lat po święceniach w Paryżu spotkał Alexandra de Rhodesa - jezuickiego misjonarza w Wietnamie, który powrócił do Europy z prośbą o wsparcie misji i mianowanie dla niej biskupów. Pallu go poparł i postanowił zrezygnować z godności kościelnych we Francji i udać się na misje.
Papież Innocenty XI przychylił się do zabiegów de Rhodesa i mianował pierwszych biskupów dla misji w tamtym regionie świata. Jednym z nich był Pallu, który 29 lipca 1658 został pierwszym wikariuszem apostolskim Tonkinu oraz biskupem in partibus infidelium heliopolitańskim. 17 listopada 1658 w Rzymie przyjął sakrę biskupią z rąk arcybiskupa Reims kard. Antonio Barberiniego. Współkonsekratorami byli emerytowany biskup Ventimiglii Lorenzo Gavotti CR oraz biskup pomocniczy Frascati Marco Antonio Bottoni TOR.
W 1660, jeszcze przed wyjazdem do Azji, wraz z Alexandrem de Rhodesem i dwoma innymi biskupami mianowanymi razem z nim dla misji azjatyckich, założył Towarzystwo Misji Zagranicznych w Paryżu.

### Misja w Indochinach
Do Azji wyruszył 8 listopada 1661. Do Indochin dotarł w 1664. Jego status był jednak podważany zarówno przez europejskie władze świeckie, jak i kościelne. Ponadto wszedł w spór z jezuitami. W tej sytuacji w 1665 postanowił powrócić do Rzymu w celu konsultacji i uzyskania dodatkowych prerogatyw.
Ponownie przybył do Indochin w 1670. W 1673 uzyskał audiencje u syjamskiego monarchy, który zezwolił mu na pracę misyjną w jego królestwie. W 1677 postanowił odbyć podróż do Chin, jednak z powodu burzy dotarł do wybrzeży Filipin, gdzie został aresztowany przez Hiszpanów i przez Meksyk przewieziony do Europy. Uwolniony dzięki interwencji króla Francji Ludwika XIV, udał się do Rzymu, gdzie udało mu się uzyskać nominacje dla wikariuszy apostolskich w Chinach. Jego samego Innocenty XI mianował wikariuszem apostolskim Fujianu i generalnym administratorem misji chińskich.

### Misja w Chinach
Przez Syjam, gdzie przebywał w latach 1681-1683 dotarł w styczniu 1684 do Chin. W Chinach zastał trudną sytuację misji katolickich spowodowaną wewnętrznymi sporami - Portugalia mająca swoje bazy i biskupstwa w tej części świata, dążyła do sprawowania patronatu nad misjami chińskimi, co chciała ograniczyć Kongregacja Rozkrzewiania Wiary, poprzez ustanawianie podległych sobie wikariatów apostolskich. Dodatkowo rywalizowali ze sobą misjonarze różnych narodowości i przynależności zakonnych. Ze względu na długi czas komunikacji z Europą panował chaos prawny - nie był wyjaśniony zakres kompetencji wikariuszy apostolskich oraz granice podległych ich terytoriów.
16 marca 1682 (do Chin brewe dotarło znacznie później) Innocenty XI podzielił terytorium południowych Chin pomiędzy dwóch wikariuszy, natomiast pozbawiony jurysdykcji bp François Pallu MEP pozostał generalnym administratorem misji chińskich. W lipcu 1684 chory i spodziewający się rychłej śmierci Pallu wyznaczył prowikariuszy - Bernardino della Chiesa dla pięciu z dziewięciu prowincji wymienionych w brewe papieskim. Pozostałe cztery otrzymał o. Charles Maigrot MEP. Niedługo później, 29 października 1684, bp Pallu zmarł.
Biskup François Pallu razem z Towarzystwem Misji Zagranicznych w Paryżu wspierali Rzym w konflikcie z Portugalią o kontrolę nad misjami w Azji. Pallu promował kształcenie rodzimego duchowieństwa. Napisał wspomnienia z pracy misyjnej Relation abregge des Missions et des Voyages des Evdques Frangais envoyes aux Royaumes de la Chine, Cochinchine, Tonquin, et Siam.